# Tabelle virtueller Methoden
Die Tabelle virtueller Methoden (englisch virtual method table oder virtual function table, kurz VMT, VFT, vtbl oder vtable) ist ein Ansatz von Compilern objektorientierter Programmiersprachen, um dynamisches Binden umzusetzen. Das ist unter anderem Grundvoraussetzung für Vererbung und Polymorphie. Eine Tabelle virtueller Methoden ist eine Datenstruktur, die Methoden auf konkrete Realisierungen (Implementierung dieser Methode) abbildet. Anstatt die Realisierungen direkt anzusprechen, werden sie mit Hilfe der Tabelle indirekt adressiert.

Zuordnung der Tabellen virtueller Methoden (rechts) zu den Klassen. Dackel erbt von seinem Vorfahren Hund

Jeder Klasse ist eine Tabelle zugeordnet, die den virtuellen Methoden die Adresse der entsprechenden Implementierung zuordnet. In den Sprachen Java, Smalltalk und Python sind dies alle Methoden einer Klasse, in C++, den .NET-Sprachen und Object Pascal nur die als „virtuell“ gekennzeichneten. Jedes Objekt besitzt einen versteckten Zeiger auf die Tabelle der Klasse, nach deren Vorgabe es erzeugt wurde.
Der Aufruf einer nicht-virtuellen Methode wird vom Compiler durch den direkten Aufruf der Implementierung übersetzt. Diese wird anhand des beim Aufruf angenommenen Typs des Objektes ermittelt. Tritt demnach ein polymorphes Objekt in der Gestalt eines seiner Vorfahren auf, so hat es den Typ des Vorfahren und es wird somit dessen Implementierung genutzt.
Wird stattdessen eine virtuelle Methode aufgerufen, so übersetzt der Compiler dies in einen indirekten Aufruf der in der Tabelle adressierten Implementierung. Diese hängt nicht von dem in der Referenz auf das Objekt angenommenen Typ des Objektes ab, sondern jeweils vom ursprünglichen Typ des Objektes selbst.
Implementierung der Klassen in C++:
```
class
 
Hund

{

private
:

	
string
 
name_
;

public
:

	
Hund
 
(
string
 
name
)
 
:
 
name_
(
name
)
 
{}

	
virtual
 
~
Hund
()
 
{};

	
virtual
 
void
 
sitz
()
 
const
 
=
0
;

	
virtual
 
void
 
gibLaut
()
 
const
 
{
cout
 
<<
 
"wuff"
 
<<
 
endl
;}

	
virtual
 
void
 
getName
()
 
const
 
{
cout
 
<<
 
name_
 
<<
 
endl
;}

};

class
 
Dackel
:
 
public
 
Hund

{

public
:

	
Dackel
 
(
string
 
name
)
 
:
 
Hund
(
name
)
 
{}

	
void
 
sitz
()
 
const
 
{
cout
 
<<
 
"platz"
 
<<
 
endl
;}

	
void
 
gibLaut
()
 
const
 
{
cout
 
<<
 
"wau"
 
<<
 
endl
;}

};

```

Ergibt folgende VFT, gewonnen mit:
```
 g++ -fdump-class-hierarchy hund.cpp

```

```
 
Vtable
 
for
 
Hund

 
Hund
::
_ZTV4Hund
:
 
7u
 
entries

 
0
     
(
int
 
(
*
)(...))
0

 
8
     
(
int
 
(
*
)(...))(
&
 
_ZTI4Hund
)

 
16
    
Hund
::~
Hund

 
24
    
Hund
::~
Hund

 
32
    
__cxa_pure_virtual

 
40
    
Hund
::
gibLaut

 
48
    
Hund
::
getName

```

```
 
Vtable
 
for
 
Dackel

 
Dackel
::
_ZTV6Dackel
:
 
7u
 
entries

 
0
     
(
int
 
(
*
)(...))
0

 
8
     
(
int
 
(
*
)(...))(
&
 
_ZTI6Dackel
)

 
16
    
Dackel
::~
Dackel

 
24
    
Dackel
::~
Dackel

 
32
    
Dackel
::
sitz

 
40
    
Dackel
::
gibLaut

 
48
    
Hund
::
getName

```

Verwendet werden kann das dann, indem man Funktionen oder Methoden schreibt, die allgemein für einen Hund implementiert sind.
```
void
 
belle
(
const
 
Hund
 
&
h
)

{

	
h
.
sitz
();

	
h
.
gibLaut
();

}

```

Übergeben werden kann dann aber ein Dackel oder eine beliebige andere Hunderasse, die vielleicht später hinzugefügt wird:
```
int
 
main
()

{

	
Dackel
 
d
(
"Bello"
);

	
belle
 
(
d
);

	
return
 
0
;

}

```

Das Beispiel soll das Konzept zeigen: An der Verwendungsstelle soll/darf zur Kompilierzeit die konkrete Ausprägung eines Objektes nicht bekannt sein. Das Objekt ist über den Typ einer Basisklasse bekannt. Der Aufruf einer Klassenfunktion führt aber immer zum Aufruf der Funktion, die dem Typ der tatsächlichen Instanz zugehört.